# Riverdale (série télévisée)
Pour les articles homonymes, voir Riverdale.
Riverdale est une série télévisée américaine en 137 épisodes de 42 minutes développée par Roberto Aguirre-Sacasa et diffusée entre le 26 janvier 2017 et le 23 août 2023 sur le réseau The CW.
La série est basée sur les personnages de l'éditeur Archie Comics et plus spécifiquement sur ceux des publications centrées sur Archie Andrews et sa bande. Néanmoins, elle met également en scène d'autres personnages de l'éditeur comme Josie et les Pussycats ou la Cagoule Noire. Il s'agit de la neuvième adaptation des aventures d'Archie à la télévision et la seconde en prise de vues réelle.
Elle a également donné naissance à un univers partagé, surnommé Archiverse par la production, et dans lequel évoluent plusieurs séries basées sur les propriétés d'Archie Comics.
Dans les pays francophones, la série a été mise en ligne le lendemain sur le service Netflix, mais le doublage français n'était pas accessible au Canada où la version française est diffusée à partir du 7 septembre 2017 sur Vrak.
En France et en Belgique, la série est également rediffusée à la télévision depuis le 24 mai 2018 sur Warner TV et en clair depuis le 10 juin 2019 sur TFX.

## Synopsis
C'est la rentrée dans la petite ville de Riverdale, qui se remet doucement de la mort tragique du jeune Jason Blossom. Cette rentrée est un nouveau départ pour Archie Andrews, qui s'est décidé à faire carrière dans la musique malgré la fin de sa relation secrète avec sa professeure de musique qui lui sert de mentor et la fragilité de son amitié avec son meilleur ami Jughead Jones.
De son côté, sa meilleure amie Betty Cooper, secrètement amoureuse d'Archie, doit faire face à sa mère surprotectrice qui la drogue aux médicaments. Mais tout commence à changer pour elle quand elle fait la connaissance de Veronica Lodge, une nouvelle et riche élève qui arrive en ville à la suite d'un scandale ayant touché de près sa famille.
Tout ceci n'est qu'une partie des nombreuses histoires et secrets qui peuplent Riverdale, une ville calme et à l'image parfaite, mais qui cache dans l'ombre de nombreux dangers et une face très sombre.

## Distribution
| Personnage                               | Acteur                                              | Saisons    | Saisons    | Saisons    | Saisons    | Saisons    | Saisons    | Saisons          |
| Personnage                               | Acteur                                              | 1          | 2          | 3          | 4          | 5          | 6          | 7                |
| ---------------------------------------- | --------------------------------------------------- | ---------- | ---------- | ---------- | ---------- | ---------- | ---------- | ---------------- |
| Archibald « Archie » Andrews             | K.J. Apa                                            | Principal  | Principal  | Principal  | Principal  | Principal  | Principal  | Principal        |
| Elizabeth « Betty » Cooper               | Lili Reinhart                                       | Principale | Principale | Principale | Principale | Principale | Principale | Principale       |
| Veronica Lodge                           | Camila Mendes                                       | Principale | Principale | Principale | Principale | Principale | Principale | Principale       |
| Forsythe Pendleton « Jughead » Jones III | Cole Sprouse                                        | Principal  | Principal  | Principal  | Principal  | Principal  | Principal  | Principal        |
| Cheryl Blossom                           | Madelaine Petsch                                    | Principale | Principale | Principale | Principale | Principale | Principale | Principale       |
| Alice Cooper                             | Mädchen Amick                                       | Principale | Principale | Principale | Principale | Principale | Principale | Principale       |
| Hermione Lodge                           | Marisol Nichols                                     | Principale | Principale | Principale | Principale | Principale | Invitée    | Invitée          |
| Josephine « Josie » McCoy                | Ashleigh Murray                                     | Principale | Principale | Principale | Principale | Invitée    |            | Invitée          |
| Frederick « Fred » Andrews               | Luke Perry                                          | Principal  | Principal  | Principal  |            |            |            |                  |
| Kevin Keller                             | Casey Cott                                          | Récurrent  | Principal  | Principal  | Principal  | Principal  | Principal  | Principal        |
| Forsythe Pendleton « FP » Jones II       | Skeet Ulrich                                        | Récurrent  | Principal  | Principal  | Principal  | Principal  |            |                  |
| Hiram Lodge                              | Mark Consuelos                                      |            | Principal  | Principal  | Principal  | Principal  | Invité     | Invité           |
| Reggie Mantle                            | Ross Butler (saison 1) Charles Melton (saisons 2-7) | Récurrent  | Récurrent  | Principal  | Principal  | Principal  | Principal  | Principal        |
| Antoinette « Toni » Topaz                | Vanessa Morgan                                      |            | Récurrente | Principale | Principale | Principale | Principale | Principale       |
| Fangs Fogarty                            | Drew Ray Tanner                                     |            | Récurrent  | Récurrent  | Récurrent  | Principal  | Principal  | Principal        |
| Tabitha Tate                             | Erinn Westbrook                                     |            |            |            |            | Principale | Principale | Invitée spéciale |

### Acteurs principaux
- K.J. Apa (VF : Gauthier Battoue) : Archibald « Archie » Andrews
- Lili Reinhart (VF : Ludivine Maffren) : Elizabeth « Betty » Cooper
- Camila Mendes (VF : Youna Noiret) : Veronica Lodge
- Cole Sprouse (VF : Clément Moreau) : Forsythe Pendleton « Jughead » Jones III
- Madelaine Petsch (VF : Diane Dassigny) : Cheryl Blossom (en)
- Mädchen Amick (VF : Anne Rondeleux) : Alice Cooper
- Marisol Nichols (VF : Nathalie Karsenti) : Hermione Lodge (saisons 1 à 5 - invitée saisons 6 et 7)[note 1]
- Ashleigh Murray (VF : Audrey Sablé) : Josephine « Josie » McCoy (saisons 1 à 4 - invitée saisons 5 et 7)[note 2]
- Luke Perry (VF : Lionel Tua) : Frederick « Fred » Andrews (saisons 1 à 3)
- Casey Cott (VF : Julien Bouanich (s1-5) / Maxime Baudouin (s6-7)) : Kevin Keller (saisons 2 à 7 - récurrent saison 1)
- Skeet Ulrich (VF : Damien Boisseau) : Forsythe Pendleton « FP » Jones II (saisons 2 à 5 - récurrent saison 1)[note 3]
- Mark Consuelos (VF : Laurent Maurel)[note 4] : Hiram Lodge (saisons 2 à 5 - invité saisons 6 et 7)[9]
- Ross Butler (saison 1)[note 5] / Charles Melton (saisons 2-7) (VF : François Santucci (s1-4) / Nicolas Duquenoy (s5-7)) : Reginald « Reggie » Mantle (saisons 3 à 7 - récurrent saisons 1 et 2)
- Vanessa Morgan (VF : Alexia Papineschi) : Antoinette « Toni » Topaz (saisons 3 à 7 - récurrente saison 2)[note 6]
- Drew Ray Tanner (en) (VF : Tommy Lefort) : Fangs Fogarty (saisons 5 à 7 - récurrent saisons 2 à 4)
- Erinn Westbrook (VF : Déborah Claude) : Tabitha Tate (saisons 5 à 7)[note 7]

Photos des acteurs principaux
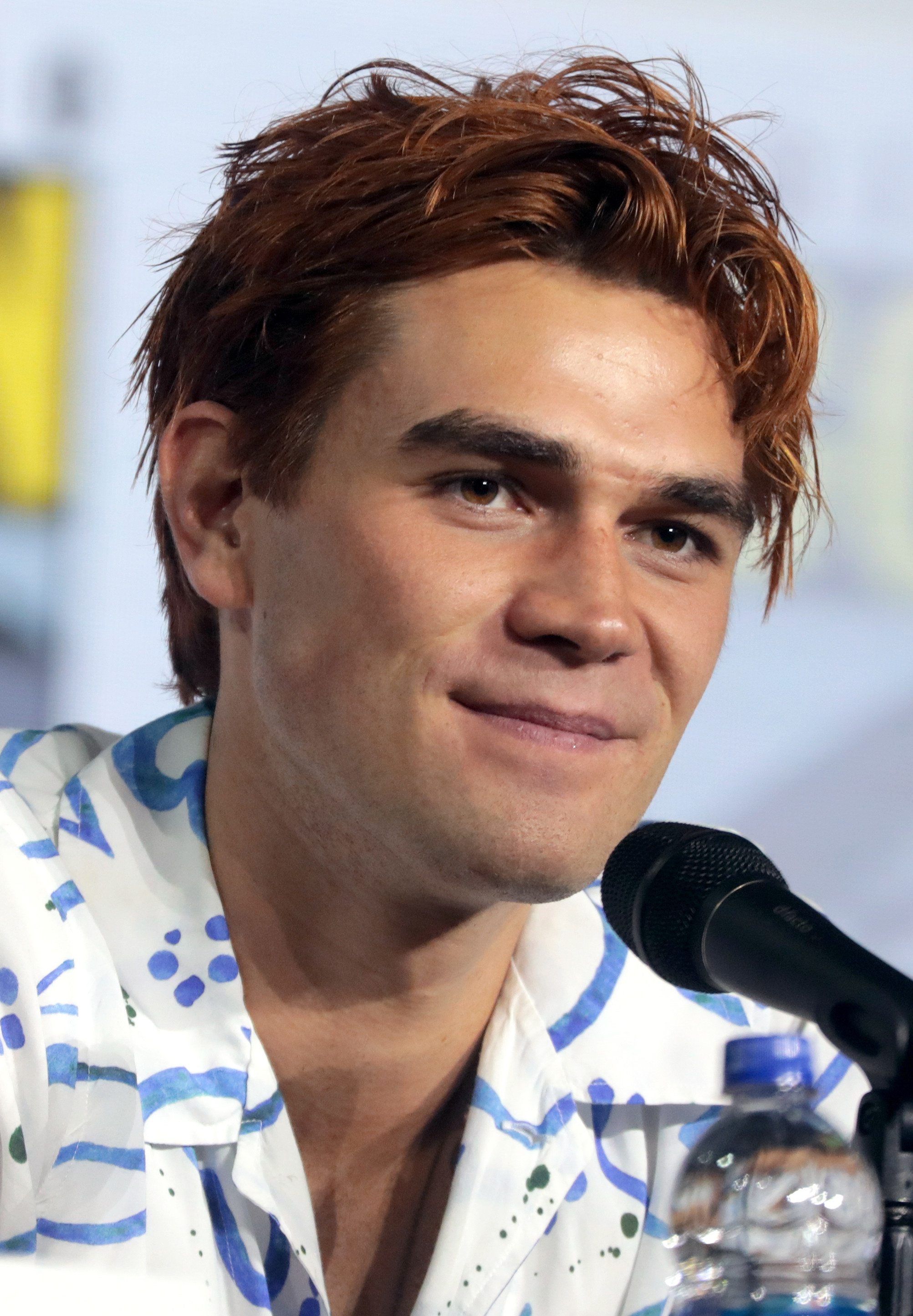
K.J. Apa interprète Archie.
Lili Reinhart interprète Betty.
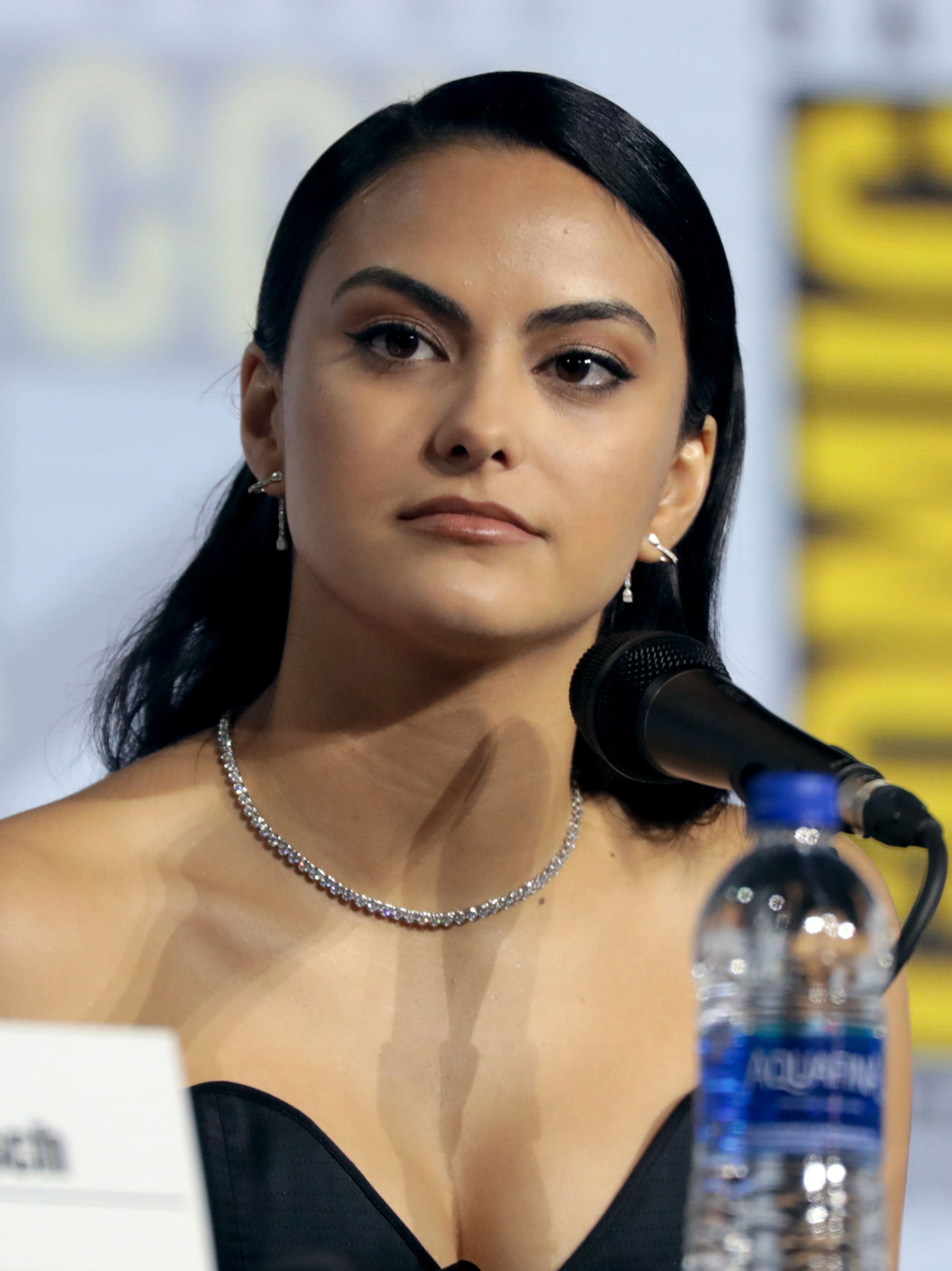
Camila Mendes interprète Veronica.
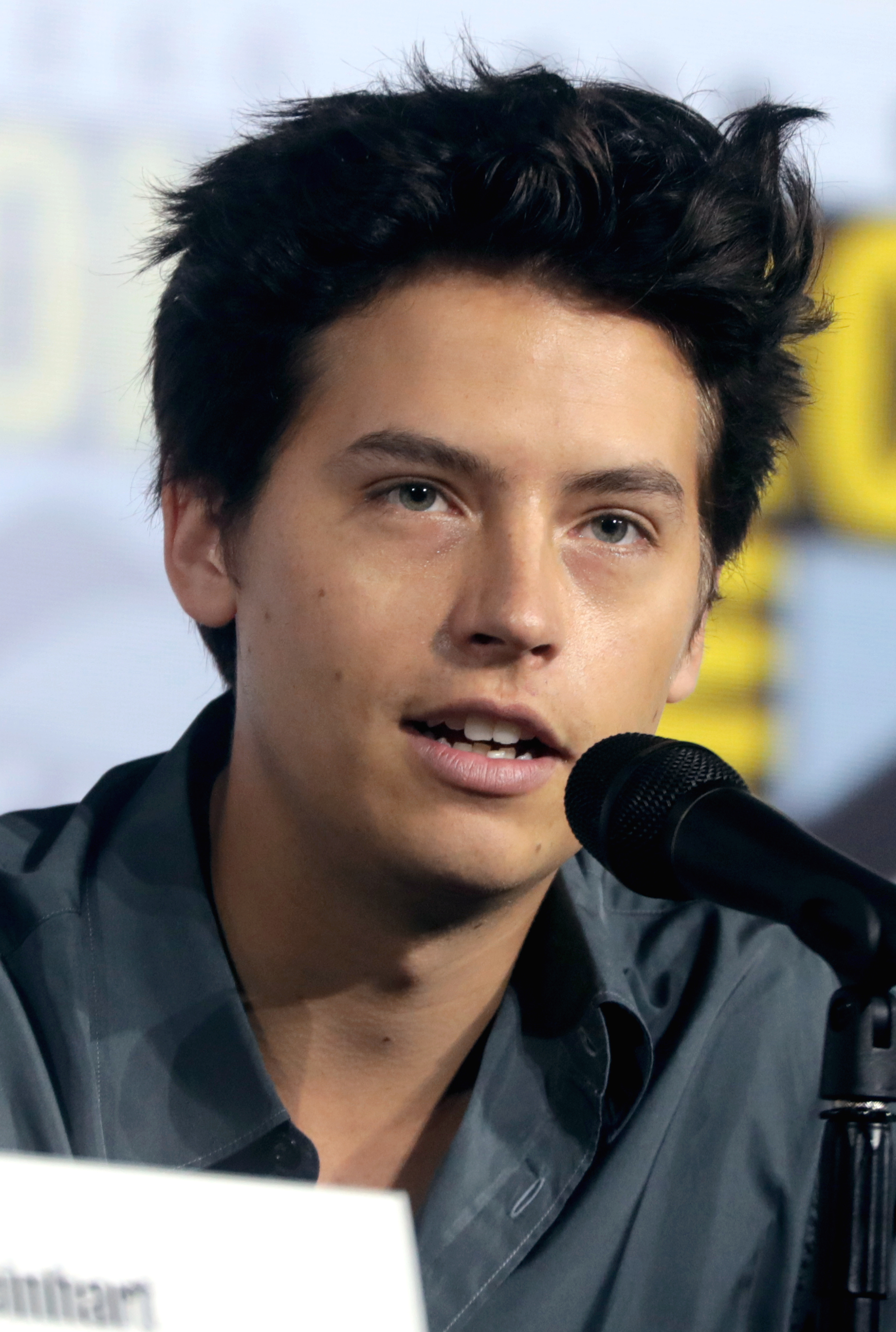
Cole Sprouse interprète Jughead.
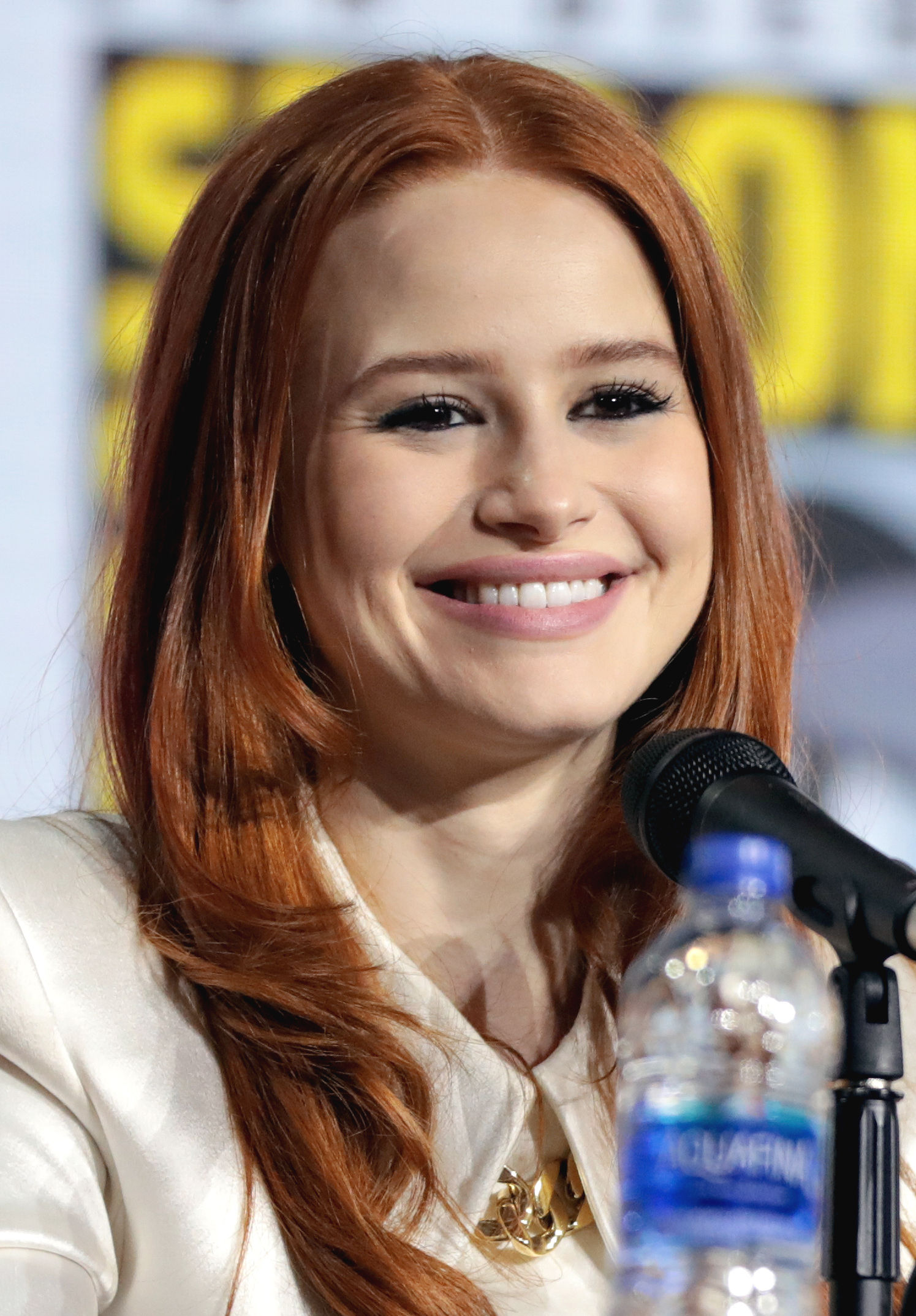
Madelaine Petsch interprète Cheryl.
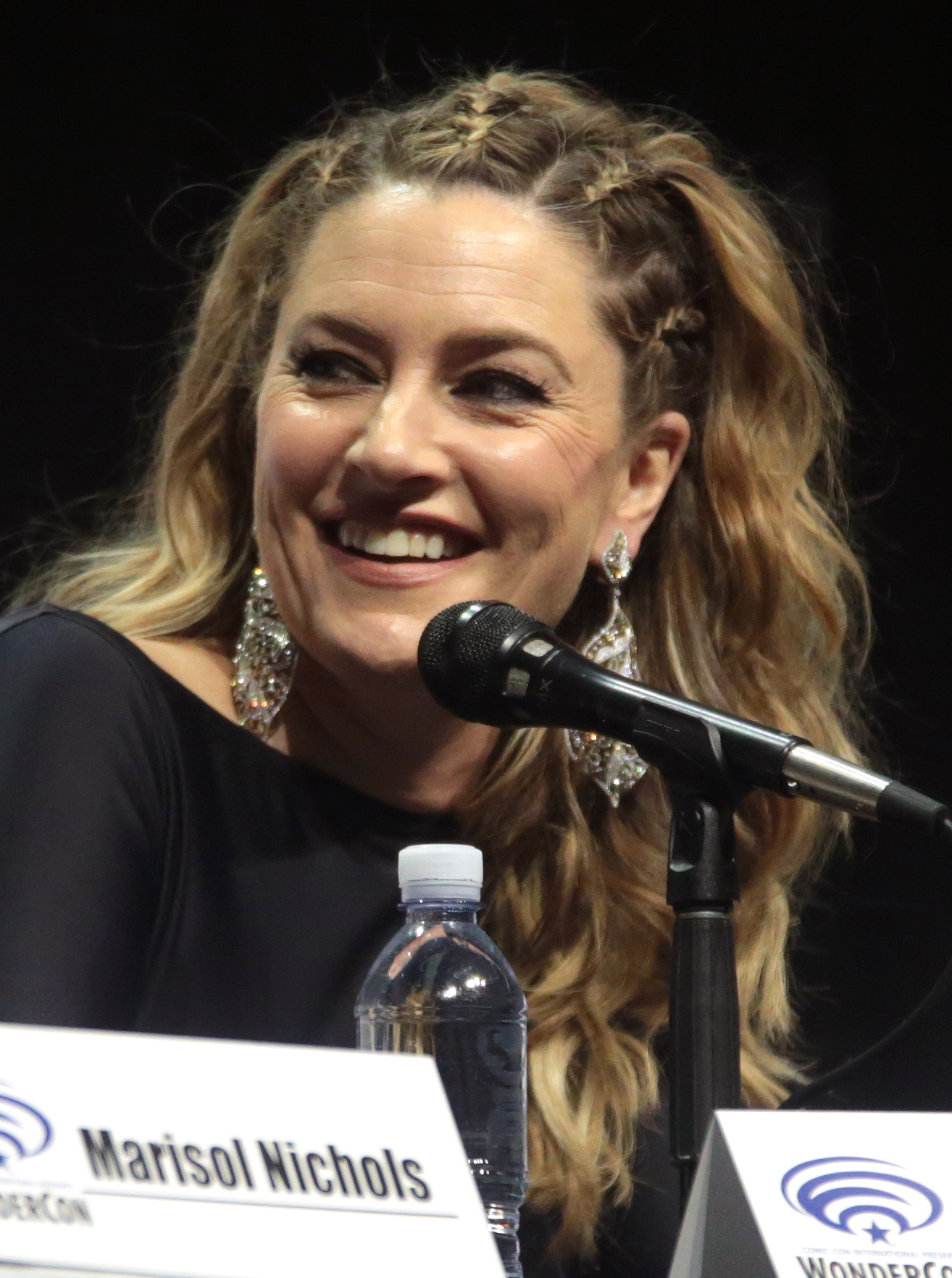
Mädchen Amick interprète Alice.
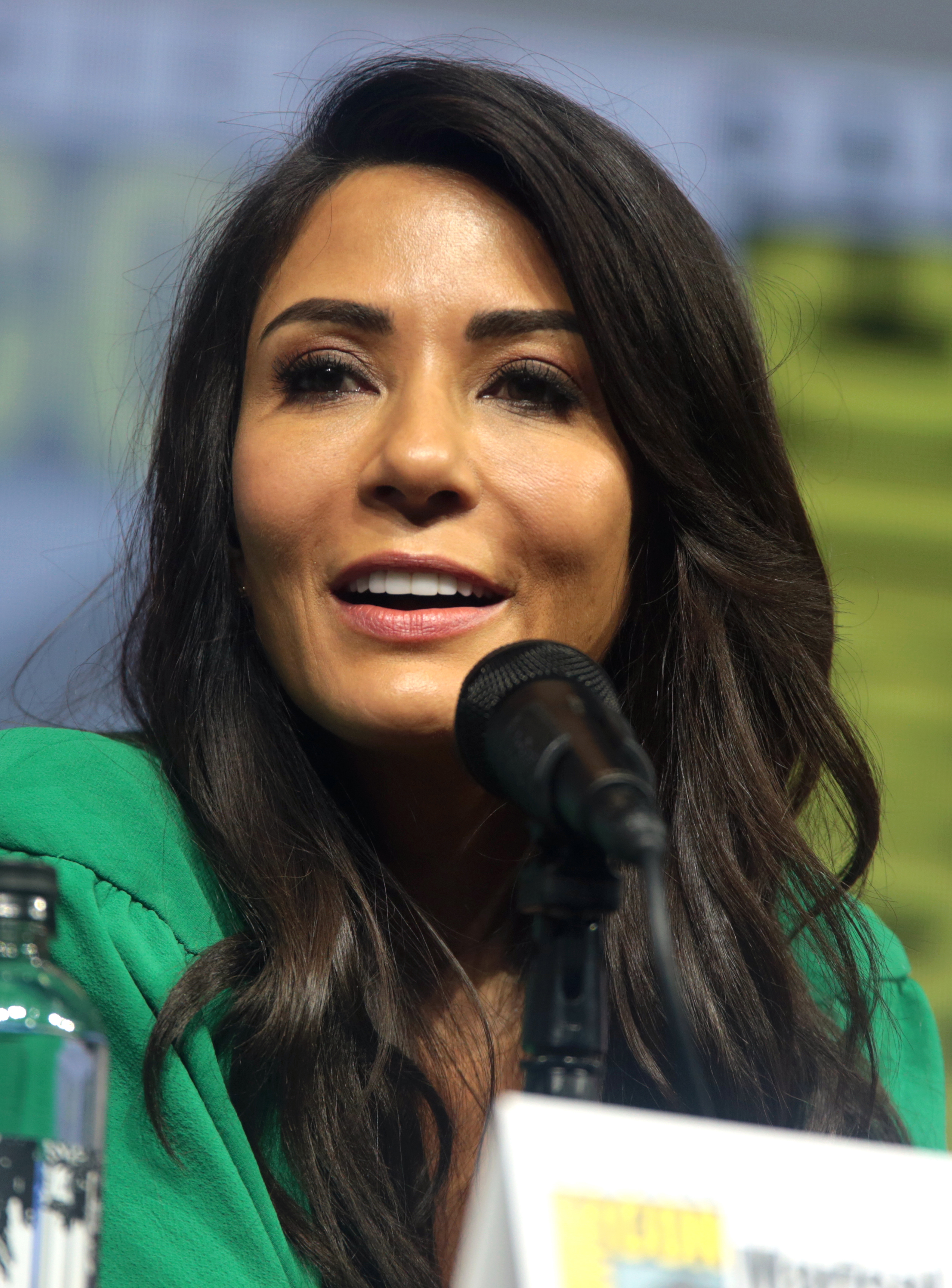
Marisol Nichols interprète Hermione.
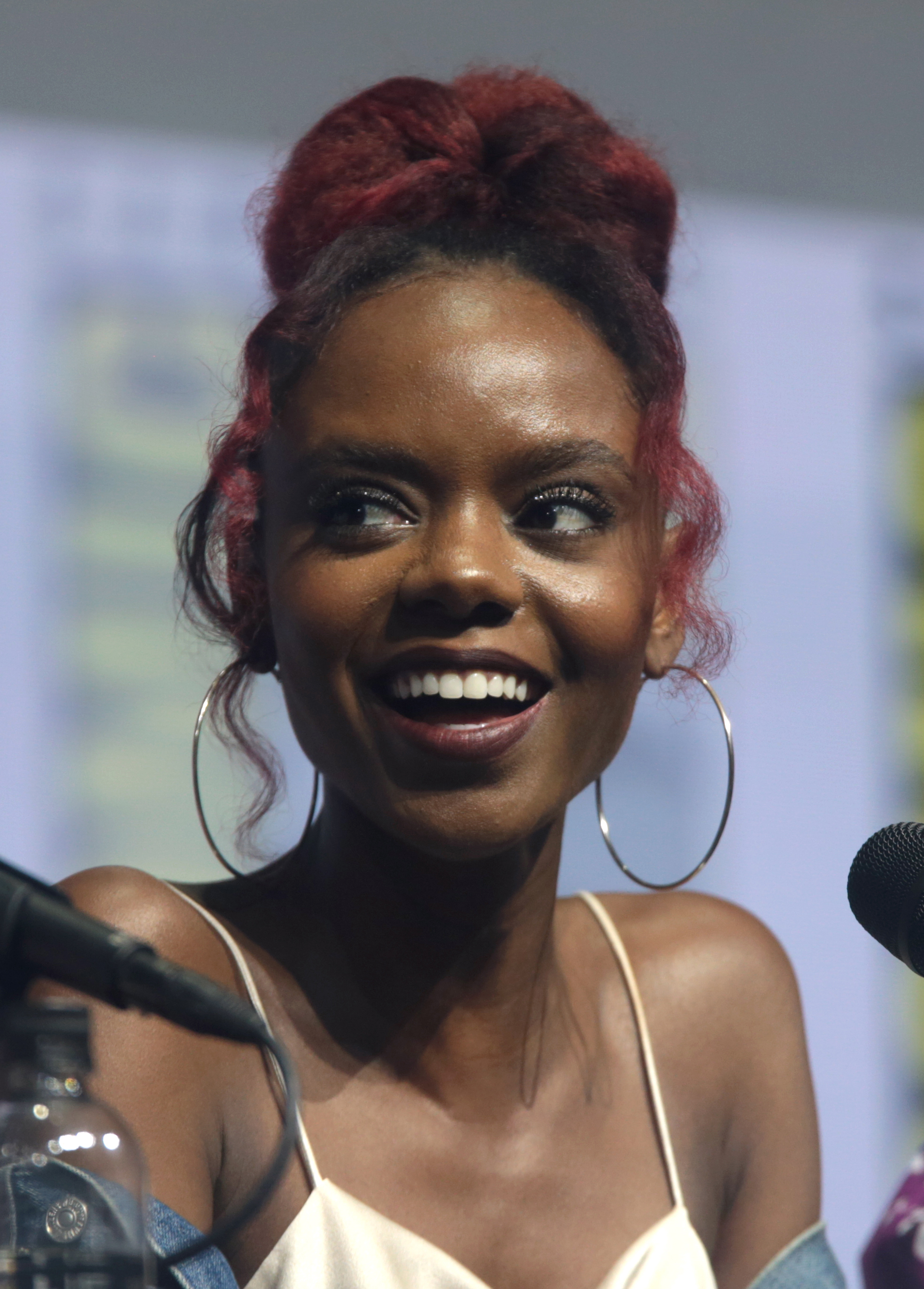
Ashleigh Murray interprète Josie.
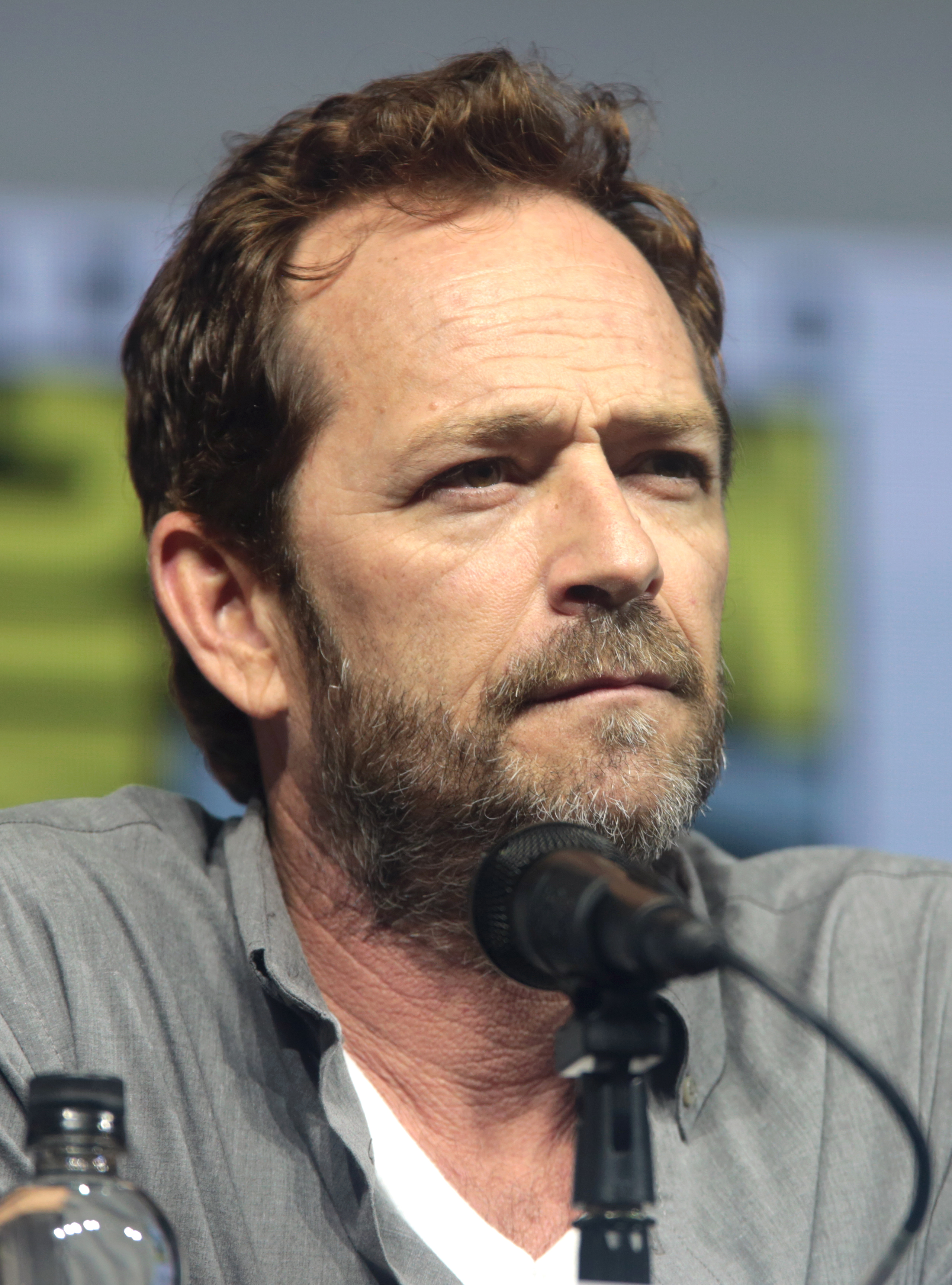
Luke Perry interprète Fred.
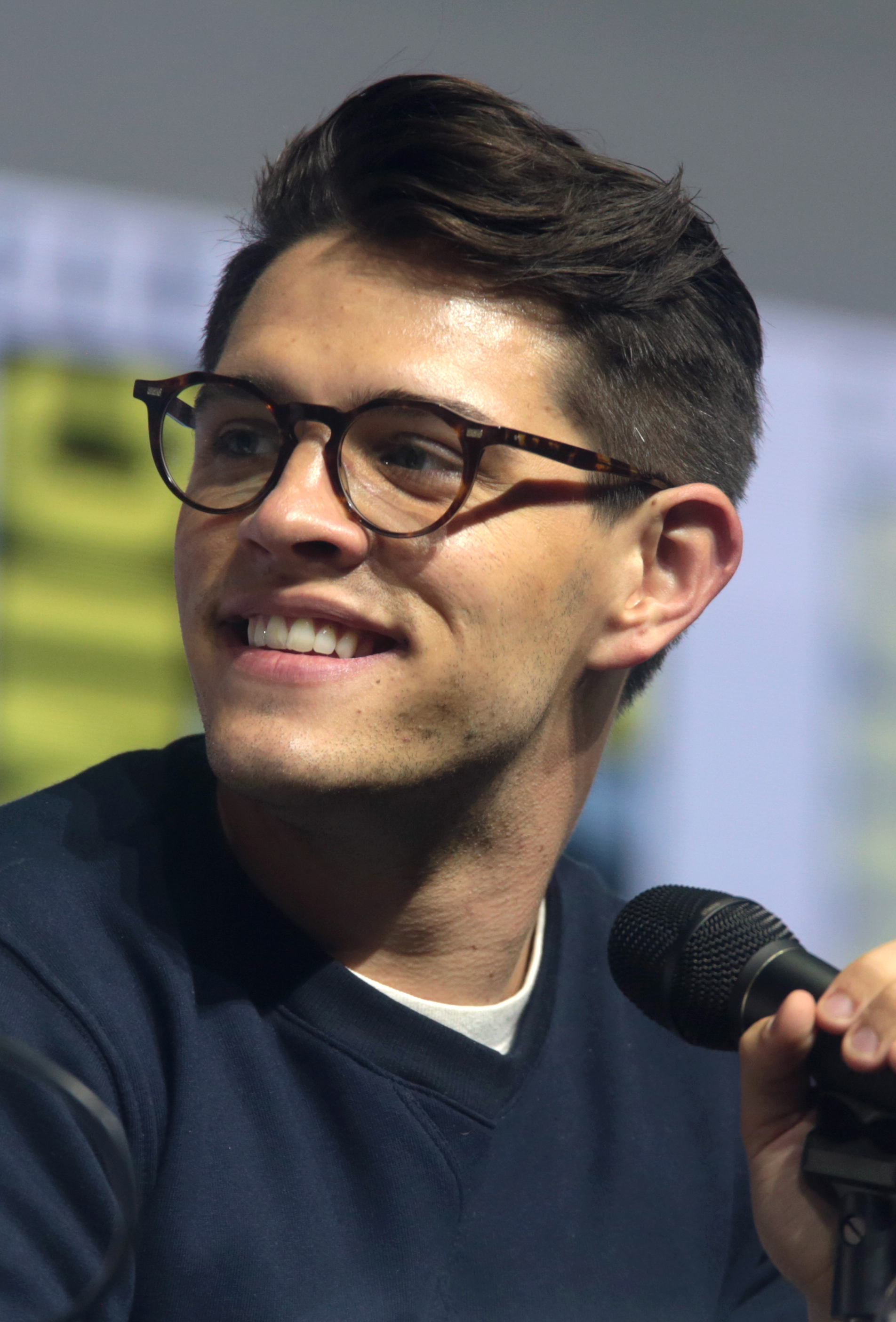
Casey Cott interprète Kevin.
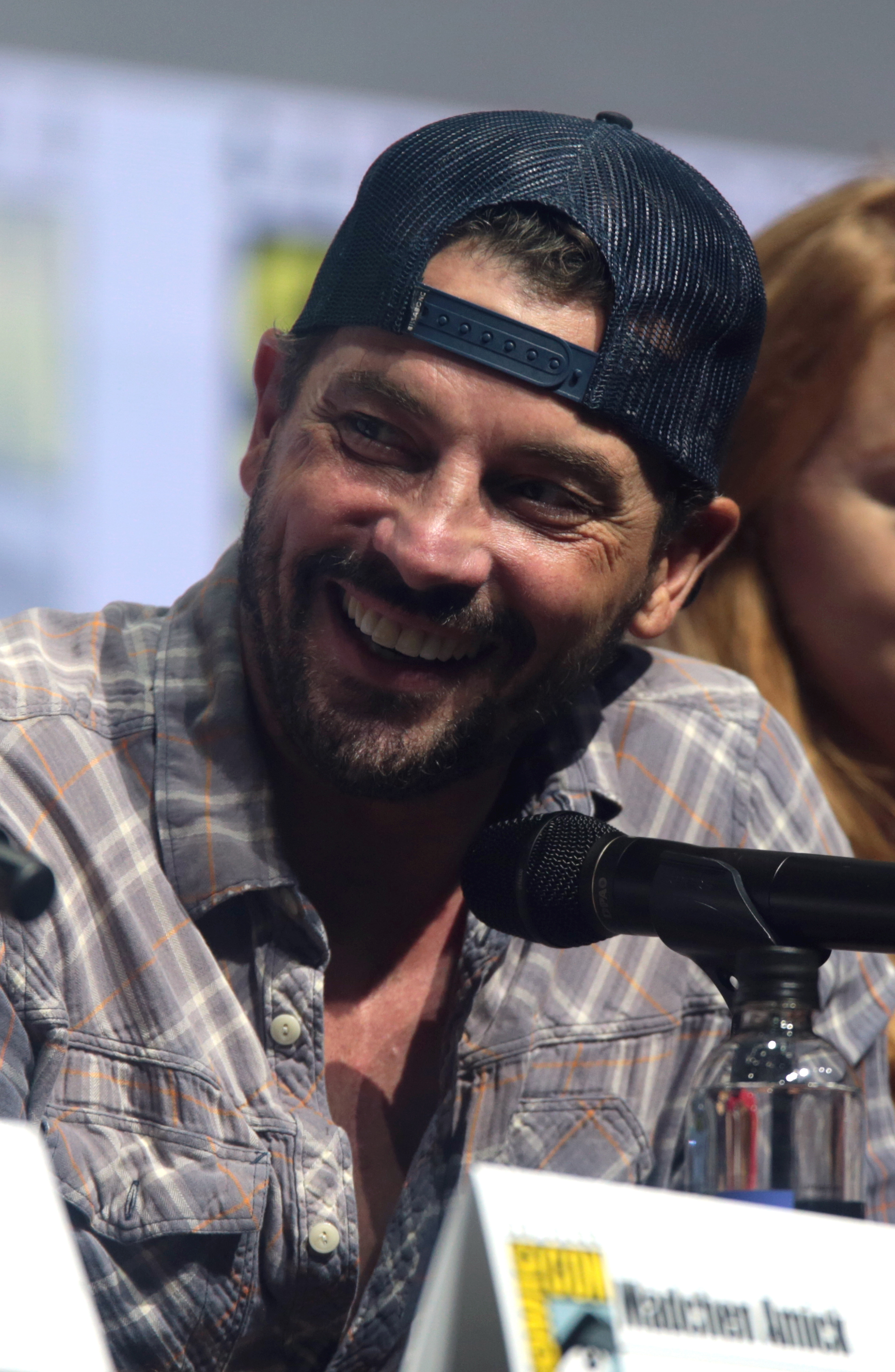
Skeet Ulrich interprète FP.
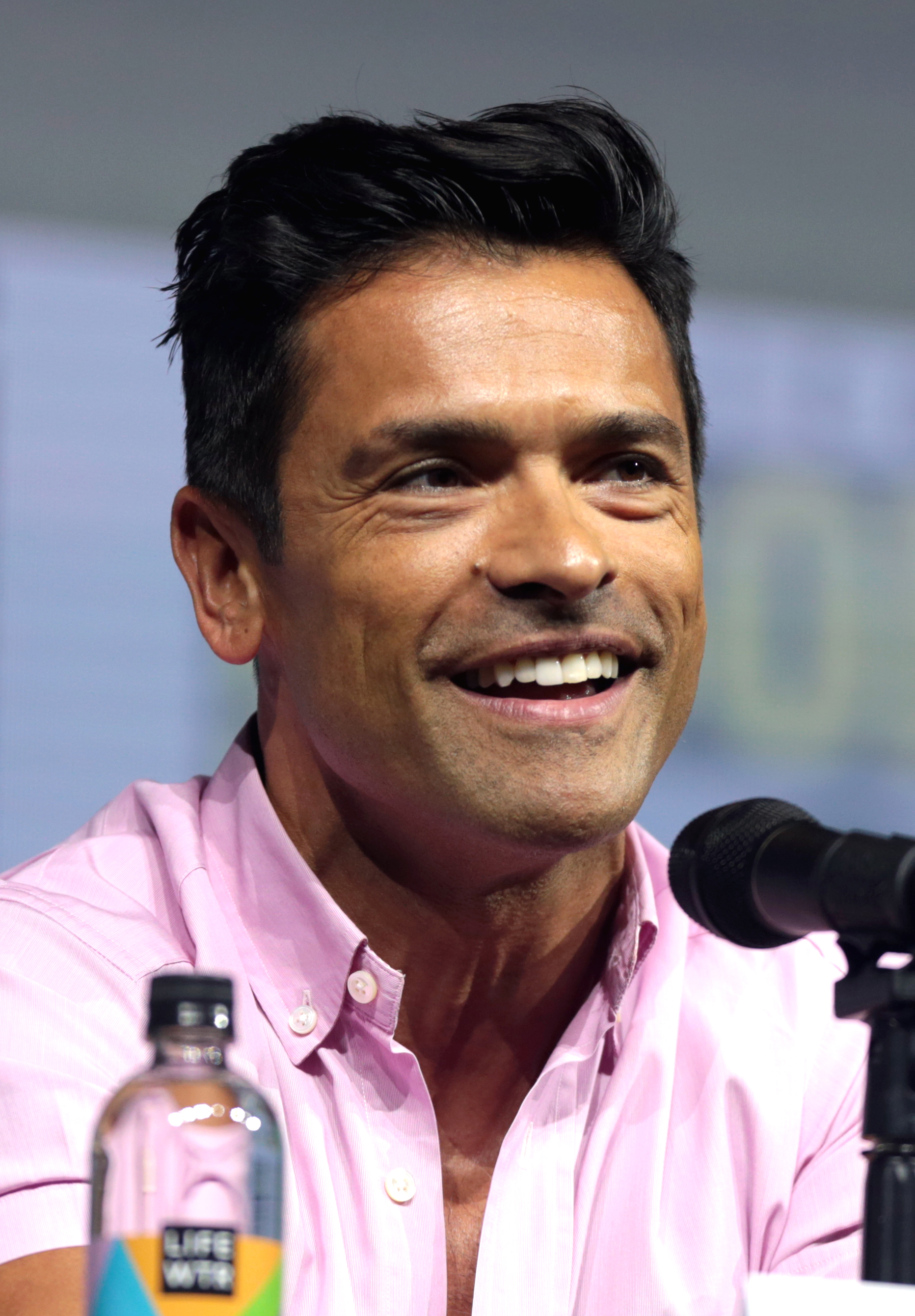
Mark Consuelos interprète Hiram.
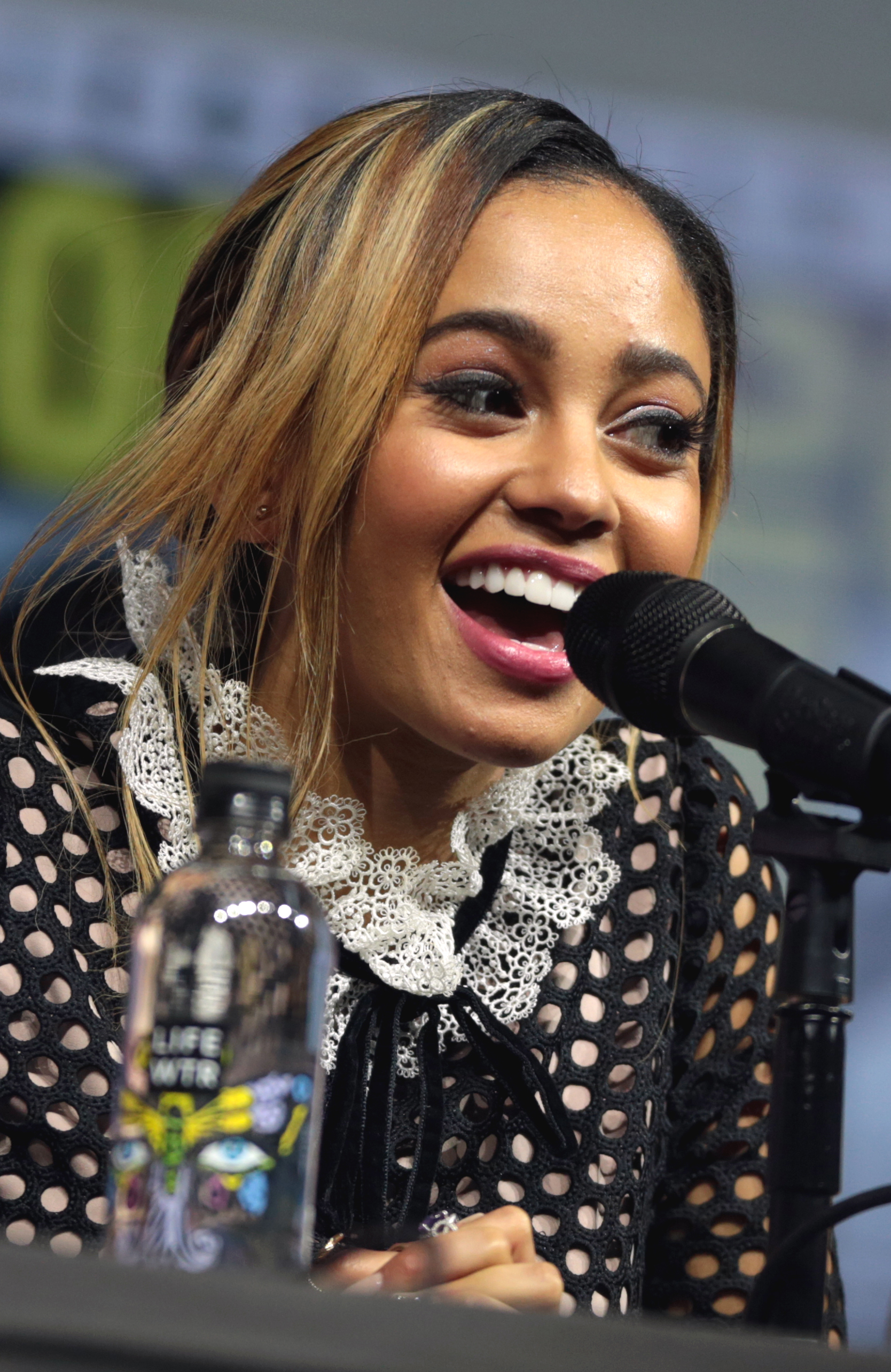
Vanessa Morgan interprète Toni.

### Acteurs récurrents
- Martin Cummins (VF : David Krüger) : shérif Tom Keller
- Nathalie Boltt (VF : Danièle Douet) : Penelope Blossom
- Alvin Sanders (VF : Jean-Luc Atlan) : Pop Tate

Anciens acteurs récurrents et invités

### Invités des séries du même univers
- Ty Wood (VF : François Santucci) : Billy Marlin (des Nouvelles Aventures de Sabrina - saison 4, épisode 10)
- Lucy Hale (VF : Élisabeth Ventura) : Katy Keene (de Katy Keene - saison 4, épisode 12 et saison 5, épisode 8)[note 9]
- Zane Holtz (VF : Valentin Merlet) : K.O Kelly (de Katy Keene - saison 5, épisode 1 et saison 6, épisode 10)
- Ryan Faucett (VF : Marc Arnaud) : Bernardo Bixby (de Katy Keene - saison 5, épisode 7)
- Camille Hyde (VF : Aurélie Konaté) : Alexandra Cabot (de Katy Keene - saison 5, épisode 15 et saison 6 épisode 22)
- Kiernan Shipka (VF : Camille Donda) : Sabrina Spellman (des Nouvelles Aventures de Sabrina - saison 6, épisodes 4 et 19)

Version française
- Société de doublage : Dubbing Brothers[11],[12]
- Direction artistique : Marie-Eugénie Maréchal[11],[12]
- Adaptation française : Philippe Videcoq[12]

 Source et légende : version française (VF) sur RS Doublage et Doublage Séries Database

## Production

### Développement

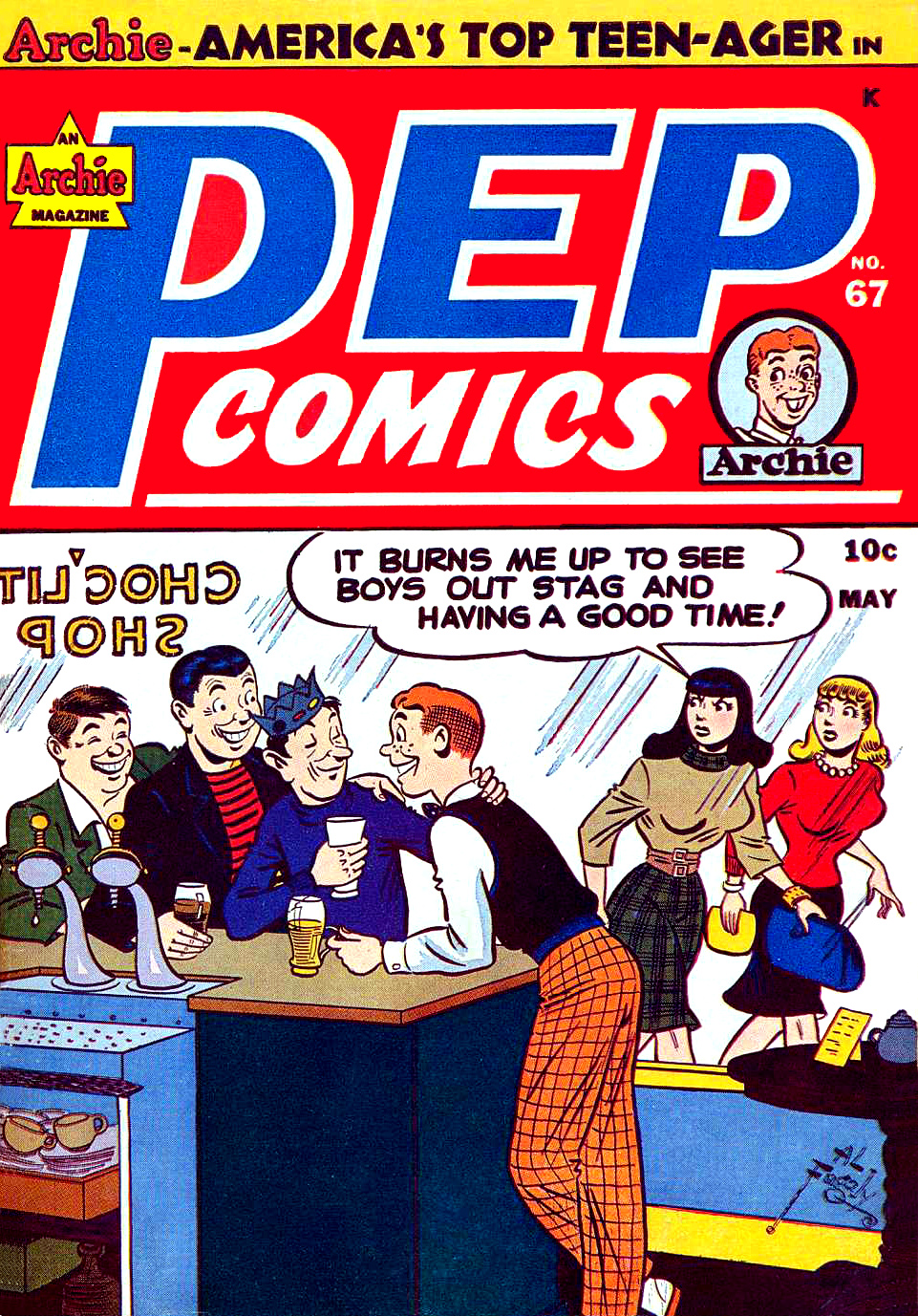
Reggie, Jughead, Archie, Veronica et Betty sur la couverture d'un comics de 1948.

En 2013, Warner Bros. obtient les droits d'adaptations des séries de l'éditeur Archie Comics et lance le développement d'un film basé sur le personnage phare de l'éditeur, Archie Andrews, avec le directeur créatif d'Archie Comics, Roberto Aguirre-Sacasa, au scénario et Jason Moore à la réalisation. Plusieurs idées sont alors explorées, dont la possibilité de faire un film mettant en scène les personnages voyageant dans le temps avec Louis C.K. dans le rôle d'Archie adulte. Néanmoins, aucune idée ne satisfait le studio qui décide d'explorer la possibilité d'adapter l'univers de l'éditeur à la télévision.
En 2014, le réseau Fox annonce le développement avec Greg Berlanti d'une série télévisée mais finalement, la chaîne décide de ne pas commander de pilote et le projet est annulé. En 2015, le réseau The CW, qui diffuse plusieurs séries de Greg Berlanti, décide de relancer le projet et commande un pilote. Il est également annoncé que le directeur créatif d' Archie Comics est toujours impliqué dans le projet et se joignait à Greg Berlanti pour développer le projet et écrire le pilote.
Le 12 mai 2016, la chaîne annonce avoir commandé une première saison pour la série. Quelques jours après, elle annonce le lancement de la série pour la mi-saison, soit début 2017.
Le 16 novembre 2016, The CW annonce le lancement de la série pour le 26 janvier 2017. Le mois suivant, le service Netflix dévoile avoir signé avec le studio Warner Bros. Television pour devenir le premier diffuseur de la série dans une sélection de pays en dehors des États-Unis.
Le 7 mars 2017, la chaîne annonce le renouvellement de la série pour une deuxième saison diffusée à partir de l'automne 2017.
Le 24 janvier 2017, Roberto Aguirre-Sacasa dévoile que le dix-huitième épisode de la deuxième saison sera un épisode musical. Il reprendra les chansons de la comédie musicale Carrie: The Musical, adaptée du célèbre roman Carrie de Stephen King. En plus de bien connaitre le sujet après avoir écrit Carrie : La Vengeance de Kimberly Peirce en 2013, le showrunner a dévoilé avoir choisi l'univers de Carrie pour sa proximité avec celui de la série, notamment concernant les personnages qui sont des archétypes dans les deux œuvres.
Le 2 avril 2018, The CW annonce le renouvellement pour une troisième saison dont la diffusion démarre lors de la saison 2018-2019. Il est ensuite dévoilé le 17 janvier 2019, que cette saison contiendra également un épisode musical qui reprendra cette fois-ci les chansons de Heathers: The Musical, la comédie musicale adaptée du film culte Fatal Games de Michael Lehmann.
Le 31 janvier 2019, le renouvellement de la série pour une quatrième saison est annoncé par la chaîne avant la fin de la diffusion de la troisième. Cette saison contient un nouvel épisode musical avec les chansons d’Hedwig and the Angry Inch. L'épisode introduit également une nouvelle version du groupe The Archies dans l'univers de la série : un groupe fictif des années 60, composé de plusieurs personnages d'Archie Comics. Le 4 mars 2019, la production de la série est arrêtée deux jours pour permettre à l'équipe de prendre une pause à la suite du décès de Luke Perry, l'interprète de Fred Andrews. L'épisode Chapitre quarante-neuf : Jouer avec le feu, le premier diffusé après la mort de l'acteur, lui est dédié.
En avril 2020, le scénariste Ted Sullivan dévoile que la quatrième saison ne comptera finalement que dix-neuf épisodes à la suite de l'arrêt du tournage dû à la pandémie de Covid-19. Les trois derniers scripts écrits pour cette dernière seront donc produits pour la cinquième saison de la série qui a été commandée le 7 janvier 2020 par la chaîne. Cette cinquième saison a été lancée en 2021, à la suite d'une décision de la chaîne qui souhaitait repousser le lancement de sa saison 2020-21 pour des raisons de sécurité, et effectue également un saut dans le temps de cinq ans, évitant les années à l'université des personnages,. Trois semaines après le lancement de cette cinquième salve, la chaîne passe la commande d'une sixième saison.
En juin 2021, la chaîne dévoile que la sixième saison de la série est découpée en deux parties distinctes. La première est annoncée comme étant un événement spécial en cinq épisodes intitulé RiverVale et contient un crossover avec la série Les Nouvelles Aventures de Sabrina avec une apparition de Kiernan Shipka dans le rôle de Sabrina Spellman. La deuxième partie de la saison est quant à elle fixée pour la mi-saison. En mars 2022, quelques jours après le lancement de cette seconde partie, la série est renouvelée pour une septième saison.
En mai 2022, il est annoncé lors de la conférence annuelle de The CW que la septième saison sera la dernière de la série. Le président de la chaîne, Mark Pedowitz, dévoile qu'il souhaitait offrir au programme la fin qu'il mérite et que sept saisons était une durée raisonnable pour une série. Le lancement de la saison est alors fixé pour la mi-saison, néanmoins, Pedowitz confirme qu'elle bénéficiera d'une commande complète.

### Distributions des rôles

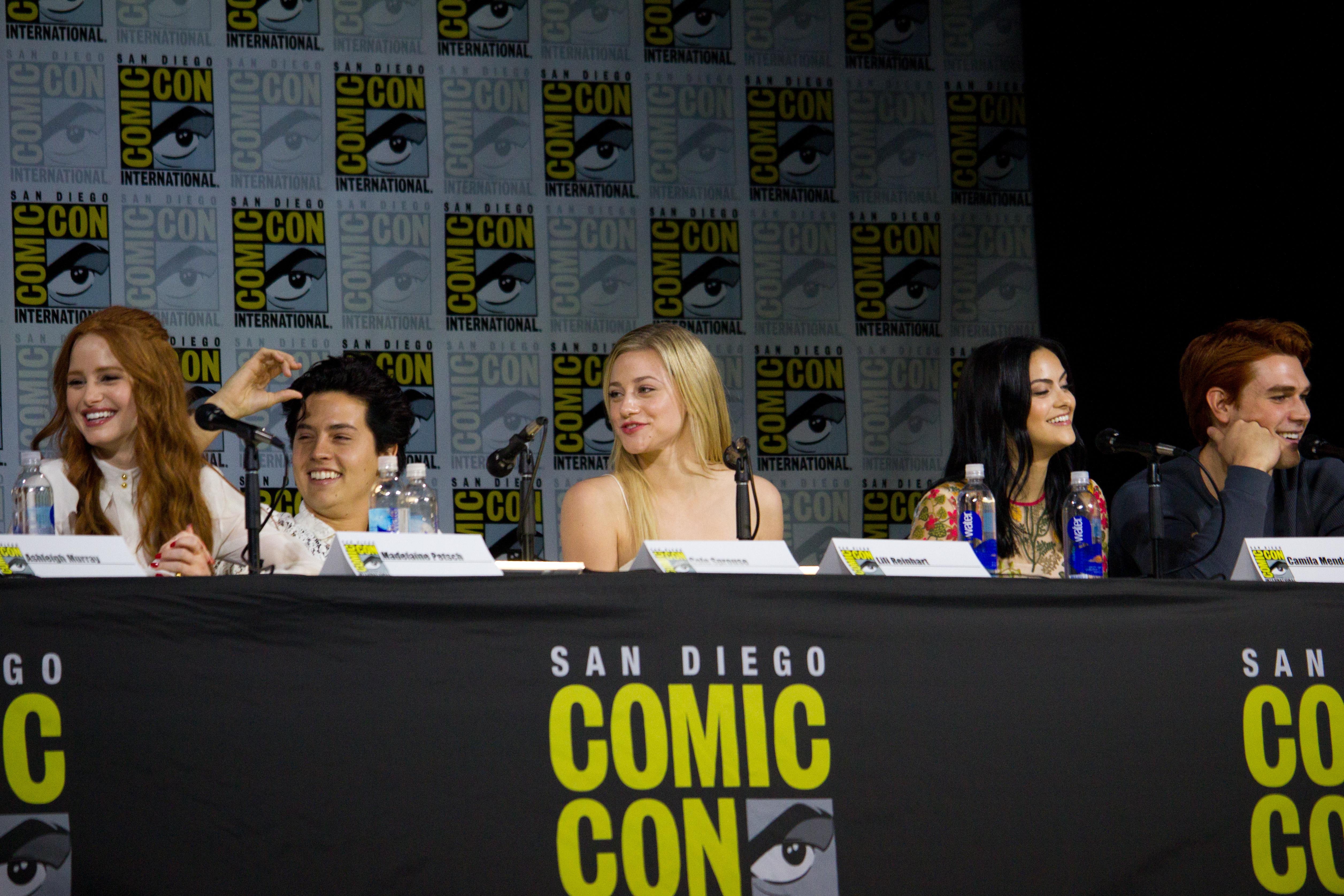
Une partie de la distribution principale de la série lors d'un panel à la San Diego Comic-Con International en 2017.

En février 2016, Cole Sprouse et Lili Reinhart sont les premiers à rejoindre la distribution principale de la série pour interpréter respectivement Jughead Jones et Betty Cooper. Quelques jours après, ils sont rejoints par K.J. Apa pour le rôle de Archie Andrews ; Ashleigh Murray pour le rôle de Josie McCoy ; Madelaine Petsch pour le rôle de Cheryl Blossom ; Luke Perry pour le rôle du père de Archie, Fred Andrews et Camila Mendes pour le rôle de Veronica Lodge.
Début mars 2016, Marisol Nichols et Mädchen Amick rejoignent la distribution pour interpréter respectivement Hermione Lodge et Alice Cooper. Quelques jours après, c'est Ross Butler, Cody Kearsley et Daniel Yang qui rejoignent à leurs tour la distribution de la série. Le dernier acteur à rejoindre la distribution du pilote est Casey Cott qui jouera Kevin Keller, le premier personnage ouvertement gay de Archie Comics.
En décembre 2016, il est annoncé que Molly Ringwald rejoindrait la distribution de la série à partir du dixième épisode de la saison pour interpréter la mère d'Archie. En avril 2017, Mark Consuelos rejoint la distribution principale de la deuxième saison pour interpréter le père de Veronica, Hiram Lodge. Le lendemain, il est annoncé que Ross Butler quitte la série à l'issue de la première saison en raison de problème d'emploi du temps. Charles Melton est alors engagé pour reprendre le rôle.
Le 12 mai 2017, Casey Cott, récurrent lors de la première saison, rejoint la distribution principale de la deuxième saison puis quelques jours après, Skeet Ulrich est également promu. Durant l'été 2017, plusieurs acteurs rejoignent la deuxième saison pour des rôles récurrents : Brit Morgan, Vanessa Morgan, Graham Phillips et Hart Denton.
Le 2 mai 2018, la chaîne dévoile que Vanessa Morgan et Charles Melton rejoindront la distribution principale dès le début de la troisième saison. Les actrices Gina Gershon et Trinity Likins rejoignent également la distribution récurrente pour les rôles de la mère et la sœur de Jughead. La distribution de la saison est ensuite complétée par Chad Michael Murray qui signe pour le rôle d'Edgar Evernever, le leader d'une secte.
Le 15 mai 2019, il est annoncé que Wyatt Nash, dont le personnage est introduit dans le dernier épisode de la saison trois, reprendra son rôle de manière récurrente dans la quatrième saison. Il est dévoilé plus tard, lors du panel de la série au Comic-Con, que l'actrice Shannen Doherty sera l'invitée de la série lors du premier épisode de la quatrième saison, ce dernier étant dédié à la mémoire de Luke Perry avec qui elle jouait dans la série Beverly Hills 90210. La présence d'Ashleigh Murray, qui a quitté la série au cours de la troisième saison pour rejoindre Katy Keene, est également confirmée. Quelques mois plus tard, Mishel Prada rejoint la distribution récurrente pour le rôle d'Hermosa. D'abord annoncé dans la presse comme une détective privée, le personnage est en réalité la première fille d'Hiram Lodge.
Le 23 février 2020, Skeet Ulrich et Marisol Nichols annoncent leurs départ de la série à l'issue de la quatrième saison, les deux acteurs évoquant leur désir d'accepter d'autres opportunités. Néanmoins, à la suite de l'arrêt du tournage dû à la pandémie de Covid-19, Roberto Aguirre-Sacasa dévoile par la suite qu'ils seront présents dans les premiers épisodes de la cinquième saison pour clore les intrigues de leurs personnages. En juin 2020, Nichols annonce qu'elle est revenue sur sa décision et qu'elle restera membre de la distribution principale de la série.
En septembre 2020, il est annoncé que l'actrice Erinn Westbrook rejoindra la distribution principale de la série à partir de la cinquième saison pour le rôle de Tabitha Tate, la petite-fille de Pop Tate. Quelques jours plus tard, Drew Ray Tanner, récurrent depuis la deuxième saison, est promu à la distribution principale.

### Tournage

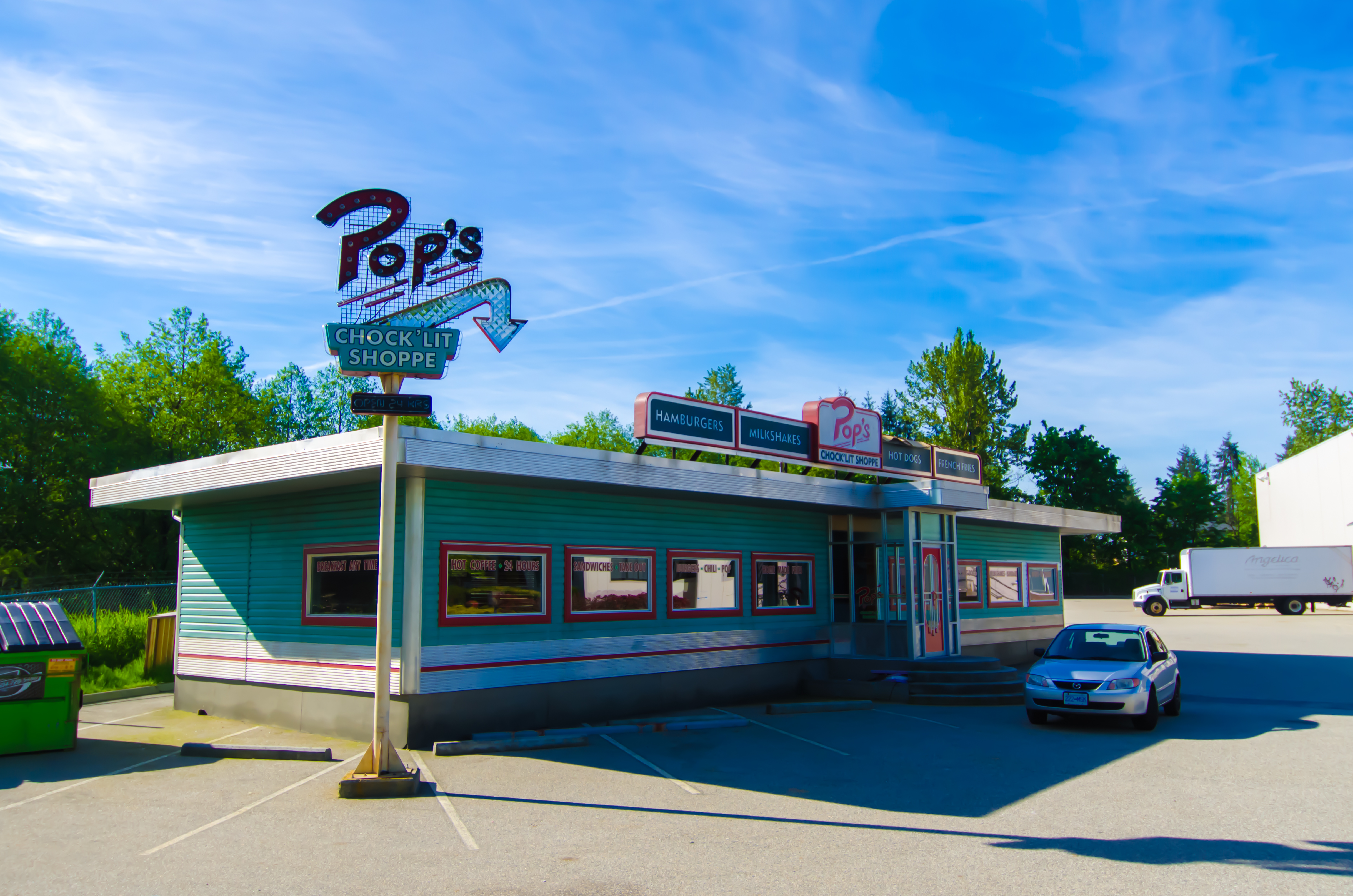
Le plateau utilisé pour les scènes au Pop's Chock'lit Shoppe à Vancouver au Canada.

La série est tournée à Vancouver au Canada.
Le pilote a été tourné entre le 14 mars et le 1er avril 2016. Une fois la série commandée, le tournage a commencé le 7 septembre 2016.
Pour certaines vues en extérieur, la série utilise des photos issues d'une banque d'images ayant été utilisées par d'autres productions de Warner Bros. Television comme Pretty Little Liars ou encore Gilmore Girls. Certains des éléments de décors ont également été utilisés dans les deux précédentes séries ainsi que dans Hart of Dixie. Toutefois, ces séries ne sont pas tournées au même endroit.
Le 11 mars 2020, le tournage du 20e épisode de la quatrième saison est temporairement interrompu puisqu'un membre de l'équipe est entré en contact avec une personne infectée par la maladie à coronavirus, lors de la pandémie de 2020. Par conséquent, le nombre d'épisodes de la saison est réduit et le tournage reprendra directement avec la cinquième saison. Le tournage reprend le 14 septembre à Vancouver après un confinement de quatorze jours.

### Fiche technique
- Titre original et français : Riverdale
- Développement : Roberto Aguirre-Sacasa, d'après les personnages de l'éditeur Archie Comics
- Décors : Tamara Gauthier (saison 1) et Denise Nadredre
- Costumes : Rebekka Sorensen-Kjelstrup
- Casting : David Rapaport et Lyndsey Baldasare
- Musique : Blake Neely et Sherri Chung (depuis saison 2)
- Production : J. B. Moranville
- Producteur délégués : Jon Goldwater, Sarah Schechter, Greg Berlanti et Roberto Aguirre-Sacasa
- Sociétés de production : Berlanti Productions, Archie Comics, CBS Television Studios et Warner Bros. Television
- Sociétés de distribution : The CW (télévision, États-Unis), Netflix (télévision, international) et Warner Bros. Television (globale)
- Pays d'origine :  États-Unis
- Langue originale : anglais
- Format : Couleur - 16:9 - 1080p (HDTV) - son Dolby Digital 5.1
- Genre : série dramatique et thriller
- Durée : 42–47 minutes
- Public :
  -  États-Unis :  (interdit aux moins de 14 ans, contrôle parental obligatoire)
  -  France : Déconseillé aux moins de  ans (Netflix - première diffusion) ; Accord Parental (Vidéo)

 Sauf indication contraire, les informations mentionnées dans cette section peuvent être confirmées par la base de données cinématographiques IMDb,  présente dans la section « Liens externes ».

## Épisodes
137 épisodes d'une durée d'environ 42 minutes (à l'exception du premier épisode qui dure environ 47 minutes et de l'épisode Chapitre quatre-vingt-quatorze : Comme si de rien n'était qui dure 45 minutes) ont été diffusés.
| Saisons | Saisons | Nombre d'épisodes | Diffusion originale | Diffusion originale |
| Saisons | Saisons | Nombre d'épisodes | Début de saison     | Fin de saison       |
| ------- | ------- | ----------------- | ------------------- | ------------------- |
|         | 1       | 13                | 26 janvier 2017     | 11 mai 2017         |
|         | 2       | 22                | 11 octobre 2017     | 16 mai 2018         |
|         | 3       | 22                | 10 octobre 2018     | 15 mai 2019         |
|         | 4       | 19                | 9 octobre 2019      | 6 mai 2020          |
|         | 5       | 19                | 20 janvier 2021     | 6 octobre 2021      |
|         | 6       | 22                | 16 novembre 2021    | 31 juillet 2022     |
|         | 7       | 20                | 29 mars 2023        | 23 août 2023        |

## Accueil

### Critiques
Au 25 février 2021, la série bénéfice d'une moyenne globale de 86 % de critiques positives sur le site agrégateur de critiques professionnelles Rotten Tomatoes, comptabilisant trois saisons ayant toutes reçues le statut « Frais », le certificat de qualité du site.
La première saison de la série a reçu des critiques généralement positives sur Rotten Tomatoes, recueillant 88 % de critiques positives, avec une note moyenne de 7,22/10 sur la base de 62 critiques collectées, lui permettant d'obtenir son premier statut « Frais ». Le consensus critique établi par le site résume que la série est une réinvention amusante des comics originaux, qui s'avère à la fois étrange, audacieuse et addictive.
Sur Metacritic, la saison obtient une note de 68/100 basée sur 36 critiques collectées.
La deuxième saison est également bien reçue par la critique avec un score de 88 % de critiques positives, avec une note moyenne de 7,61/10 sur la base de 15 critiques collectées, obtenant un second statut « Frais ». Le consensus critique résume que la saison commence avec une approche non conventionnelle mélangeant meurtre et drame pour adolescents.
Pour sa troisième saison, la série continue de plaire à la critique américaine avec un score de 84 % de critiques positives et une note moyenne de 7,69/10 sur la base de 6 critiques collectées, lui permettant d'obtenir son troisième statut « Frais ». Pour le consensus critique, la série est sur la bonne voie et continue d'offrir un spectacle agréable.

### Audiences
La série est diffusée sur le réseau The CW dont les séries, pour la saison 2015-2016, ont eu une audience moyenne allant de 0,87 million de téléspectateurs (0,30 % des 18-49 ans) pour Crazy Ex-Girlfriend à 3,53 millions de téléspectateurs (1,37% des 18-49 ans) pour Flash.
Au 8 avril 2021, la meilleure audience de la série a été réalisée par le premier épisode de la deuxième saison, Chapitre quatorze : Un baiser avant de mourir, avec 2,34 millions de téléspectateurs. La pire audience a été réalisée par le dix-huitième épisode de la cinquième saison, Chapitre quatre-vingt-quatorze : Comme si de rien n'était, avec seulement 253 000 téléspectateurs.
| Saisons | Diffusion                                                     | Nombre d'épisodes | Lancement        | Lancement       | Final           | Final           | Téléspectateurs (en moyenne) |
| Saisons | Diffusion                                                     | Nombre d'épisodes | Date             | Téléspectateurs | Date            | Téléspectateurs | Téléspectateurs (en moyenne) |
| ------- | ------------------------------------------------------------- | ----------------- | ---------------- | --------------- | --------------- | --------------- | ---------------------------- |
| 1       | jeudi, 21 h                                                   | 13                | 26 janvier 2017  | 1,37 million    | 11 mai 2017     | 962 000         | 1,04 million                 |
| 2       | mercredi, 20 h                                                | 22                | 11 octobre 2017  | 2,34 millions   | 16 mai 2018     | 1,27 million    | 1,37 million                 |
| 3       | mercredi, 20 h                                                | 22                | 10 octobre 2018  | 1,50 million    | 15 mai 2019     | 860 000         | 1,05 million                 |
| 4       | mercredi, 20 h                                                | 19                | 9 octobre 2019   | 1,14 million    | 6 mai 2020      | 648 000         | 733 000                      |
| 5       | mercredi, 20 h                                                | 19                | 20 janvier 2021  | 625 000         | 6 octobre 2021  | 360 000         | 461 000                      |
| 6       | mardi, 21 h (épisodes 1 à 5) dimanche, 20 h (épisodes 6 à 22) | 22                | 16 novembre 2021 | 330 000         | 31 juillet 2022 | 170 000         | NC                           |
| 7       | mercredi, 21 h                                                | 22                | 29 mars 2023     | 260 000         | 23 août 2023    | NC              | NC                           |

## Autour de la série

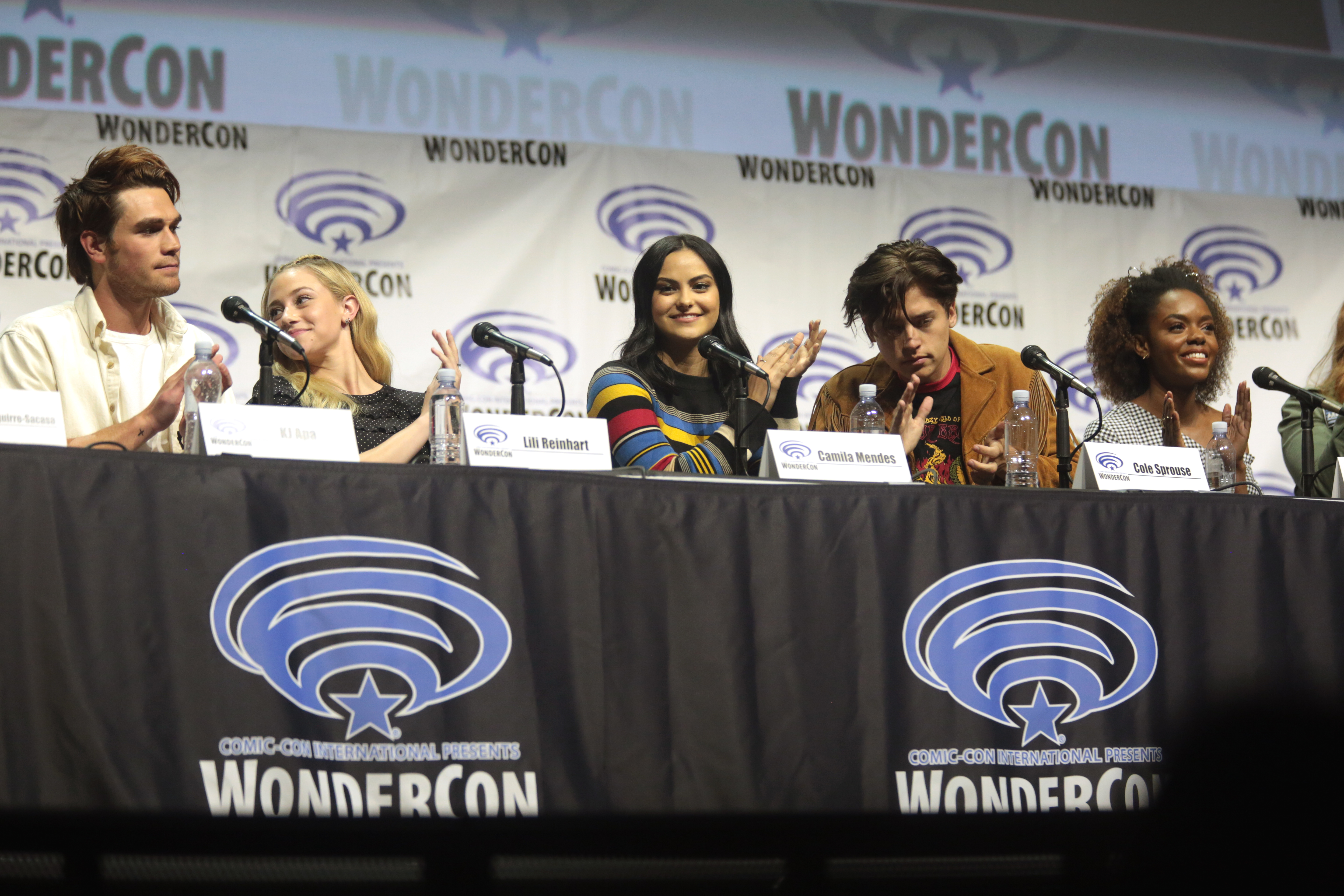
Une partie de la distribution principale de la série lors d'un panel à la WonderCon en 2017.

### Comics et livres
En janvier 2017, Archie Comics annonce le lancement d'une série de comics adaptée de la série. Dirigée par Roberto Aguirre-Sacasa, développeur de la série et directeur créatif de la maison d'édition, la série se déroule dans la continuité de la série et est écrite par plusieurs scénaristes de la série.
En France, cette série est publiée sous le titre Les Chroniques de Riverdale par l'éditeur Glénat, à la suite de leurs accords avec Archie Comics pour la publication de leurs séries dans le pays.
En plus de cette série, l'éditeur publie de temps en temps des compilations intitulées Road to Riverdale. Ces compilations contiennent plusieurs chapitres des séries de comics ayant inspiré la série. Ces albums permettent au public de la série de découvrir l'univers dont elle est adaptée.
En mai 2018, l'éditeur américain Scholastic signe avec Archie Comics pour la publication de livres autour de la série. La maison d'édition entame alors la publication de romans se déroulant dans la continuité de la série mais également des livres non-fictionnel comme des guides sur l'univers de la série. Ces livres sont publiés en France par l'éditeur Hachette Livre.

### Bandes originales
Sans être une série musicale, la musique est un élément récurrent dans la série. Lors de certains épisodes, on peut donc voir des numéros musicaux mettant en scènes certains personnages sur des reprises de chansons connues ou, plus rarement, sur des chansons composées spécialement pour la série.
Depuis le début de la série, WaterTower Music publie après la diffusion de chaque épisode les chansons en tant que single. Une fois la saison terminée, la maison de disque publie un album réunissant l'intégralité des chansons de la saison sur les plateformes digitales.
Les chansons des épisodes musicaux sont publiées sur des albums séparés. Elles sont généralement issues de véritables comédies musicales : Carrie: The Musical pour celui de la seconde saison ; Heathers: The Musical pour la troisième ; et Hedwig and the Angry Inch pour la quatrième. La cinquième saison de la série comporte deux épisodes musicaux : un centré sur Josie et les Pussycats et un basé sur les chansons de la comédie musicale Next to Normal. Une édition vinyle de l'épisode musical de la seconde saison a également été mise en vente chez Urban Outfitters.
Cinq albums contenant les musiques composées par Blake Neely et Sherri Chung pour la série ont également été édités par WaterTower Music.

## Univers partagé
La série a donné naissance à un univers télévisuel partagé, surnommé Archiverse par la production. Cet univers la connecte avec les séries télévisées Les Nouvelles Aventures de Sabrina et Katy Keene.
Ces séries sont liées par le fait qu'elles sont toutes adaptés des publications de l'éditeur américain Archie Comics. Néanmoins, alors que les personnages se rencontrent assez souvent dans les comics, les crossovers sont plus rares dans ces adaptations et les références se font plus souvent via des dialogues ou des éléments visuels.

### Les Nouvelles Aventures de Sabrina
En septembre 2017, The CW et Archie Comics annonce le développement d'une série télévisée adaptée de la série de comics Sabrina, l'apprentie sorcière et plus précisément, de son spin-off horrifique Chilling Adventures of Sabrina. Cette série devait se dérouler dans le même univers que Riverdale et en cas de commande, le personnage aurait été introduit dans la série mère.
La série est développée par Roberto Aguirre-Sacasa et produite par la plupart des producteurs de Riverdale dont Greg Berlanti.
Mais le 1er décembre 2017, le service Netflix annonce récupérer le projet et avoir directement commandé une première saison de vingt épisodes. À la suite de ce changement de chaîne, le directeur de The CW annonce qu'il n'est finalement plus question pour le moment de mettre en place un crossover entre les deux séries et qu'elles seront indépendantes.
Néanmoins, Greendale, la ville de Sabrina, est introduite dans la deuxième saison de Riverdale. Ville voisine de Riverdale, elle est réputée pour être le théâtre de nombreux événements étranges. Les personnages de la série s'y rendront plusieurs fois au cours de la saison, sans jamais rencontrer Sabrina ou ses proches. Les producteurs confirmeront par la suite que les deux séries évoluent bien dans le même univers mais que les liens entre elles ne devraient pas aller plus loin.
Plusieurs références à la ville de Riverdale, au lycée de la ville ou encore à la rivière de Sweetwater sont également faites dans Sabrina, principalement via des dialogues ou des éléments visuels.
Dans septième épisode de la première saison de Sabrina, le personnage de Ben Button, interprété par Moses Thiessen, fait une courte apparition. Ce n'est pas la première fois que ce dernier se rend à Greendale : dans le premier épisode de la seconde saison de Riverdale, il était dévoilé qu'il y suivait des cours de musique donné par la fausse Geraldine Grundy.
Dans le dixième épisode de la quatrième saison de Riverdale, c'est un personnage de Sabrina, Billy Marlin, interprété par Ty Wood, qui fait une apparition. Il est interviewé par Betty qui enquête auprès des équipes de football de plusieurs villes voisines. Dans le troisième épisode de la troisième partie de Sabrina, la jeune sorcière et son cousin se rendent à Riverdale pour chercher une couronne ayant appartenue à l'un des ancêtres de Cheryl Blossom. Lors de leurs arrivée dans la ville, on peut y apercevoir un tag réalisé par Jughead Jones. Quelques épisodes plus tard, un membre des Southside Serpents croise le chemin d'Hilda.
Dans le quatorzième épisode de la seconde saison de Sabrina, la sorcière et ses amis découvrent un poster publicitaire pour un vieux concours de musique auquel devait participer les Fred Heads, le groupe de musique de Fred, le père d'Archie Andrews.
Sabrina se termine avec la diffusion de la deuxième partie de sa seconde saison en 2020. Néanmoins, Roberto Aguirre-Sacasa a dévoilé que si la série avait été renouvelée pour une troisième saison, un crossovers mettant en scène la rencontre des personnages de deux séries aurait eu lieu. Néanmoins, malgré l'annulation, Warner Bros. Television dévoile en octobre 2021 que Kiernan Shipka reprendra son rôle de Sabrina Spellman dans le quatrième épisode de la sixième saison de Riverdale. Cet épisode se déroule dans un univers alternatif, Rivervale, dans lequel Cheryl Blossom fait appel à Sabrina pour l'aider à sauver sa grand-mère.
Sabrina fait une seconde apparition dans le dix-neuvième épisode de la saison, se déroulant cette fois-ci dans la continuité principale de la série et après les événements des Nouvelles Aventures de Sabrina et qui permet d'apporter une conclusion à certaines intrigues de la série. Nicholas Scratch apparaît également dans l'épisode mais interprété par Cole Sprouse, Sabrina utilisant un sort de resurrection temporaire pour le ramener dans le corps de Jughead.
Durant la même saison, la série introduit le personnage d'Heather, joué par Caroline Day, qui est une sorcière originaire de Greendale et du même coven que Sabrina.

### Katy Keene
En janvier 2019, The CW annonce la commande d'un pilote pour un projet de série se déroulant dans l'univers de Riverdale et centré sur un autre personnage d'Archie Comics : Katy Keene, un personnage apparu pour la première fois en 1945 dans les pages du comics Wilbur. Dans les comics, le personnage est une célébrité considérée comme une Pin-up.
La série met en scène Katy Keene, encore inconnue, et trois autres personnages d'Archie Comics à la poursuites de leurs rêves en plein cœur de New York. Son ton est très différent de Riverdale, la série étant une comédie dramatique et musicale. L'un des personnages de l'éditeur présent dans la série est Josie McCoy, toujours interprétée par Ashleigh Murray qui quitte Riverdale pour cette nouvelle série. La série est développée Roberto Aguirre-Sacasa et toujours produite par une grande partie des producteurs de Riverdale et Sabrina.
Avant le lancement, le personnage de Katy a été introduit dans un épisode de la quatrième saison de Riverdale dans lequel elle retrouve Veronica à New York. Quelques épisodes plus tôt cette même saison, Veronica avait déjà fait référence à Katy, laissant comprendre que les deux jeunes femmes se connaissent déjà.
Dans la première et unique saison de Katy Keene, trois personnages de Riverdale font une apparition : Sierra McCoy (Robin Givens) dans le sixième épisode ; Kevin Keller (Casey Cott) dans le dixième épisode puis Hiram Lodge (Mark Consuelos) dans le treizième épisode.
Durant sa saison inaugurale, Katy Keene se déroulait cinq ans après les événements des quatre premières saisons de Riverdale. Elle se serait déroulée en même temps que Riverdale à partir de sa deuxième saison à la suite du saut dans le temps effectué dans la cinquième saison de la série mère. Néanmoins, elle est annulée après la diffusion de son unique saison.
Malgré l'annulation, des personnages de Katy Keene continuent d'apparaître dans les autres séries de l'univers, notamment K.O Kelly (Zane Holtz) et Bernardo Bixby (Ryan Faucett) dans la cinquième saison de Riverdale. Cette même saison, Lucy Hale reprend également son rôle de Katy Keene pour un caméo vocale dans le huitième épisode, puis Camille Hyde reprend son rôle d'Alexandra Cabot dans le quinzième épisode,. Durant cette saison, le personnage de Chad Gekko est également présent. Ce dernier a été introduit dans deux épisodes de Katy Keene où il était interprété par Reid Prebenda. Il est l'un des personnages récurrents de la cinquième saison de Riverdale où il est désormais interprété par Chris Mason. Lors de la sixième saison, Zane Holtz (K.O Kelly) fait une seconde apparition dans le dixième épisode tandis que Camille Hyde (Alexandra Cabot) fait une seconde apparition lors du vingt-deuxième épisode. De plus, Ashleigh Murray revient également dans deux épisodes de Riverdale après la série Katy Keene à savoir l'épisode 15 de la saison 5 et l'épisode 17 de la saison 7.

## Sorties DVD et Blu-ray
| Intitulé du coffret                | Nombre d'épisodes | Dates de sortie     | Dates de sortie | Nombre de disques | Société de distribution                                     |
| Intitulé du coffret                | Nombre d'épisodes | États-Unis (Zone 1) | France (Zone 2) | Nombre de disques | Société de distribution                                     |
| ---------------------------------- | ----------------- | ------------------- | --------------- | ----------------- | ----------------------------------------------------------- |
| L'intégrale de la première saison  | 13                | 15 août 2017        | 23 août 2017    | 3                 | Warner Home Video (DVD) Warner Archive Collection (Blu-ray) |
| L'intégrale de la deuxième saison  | 22                | 7 août 2018         | 5 décembre 2018 | 4                 | Warner Home Video (DVD) Warner Archive Collection (Blu-ray) |
| L'intégrale de la troisième saison | 22                | 13 août 2019        | NC              | 4                 | Warner Archive Collection                                   |
| L'intégrale de la quatrième saison | 19                | 22 septembre 2020   | NC              | 4                 | Warner Archive Collection                                   |
| L'intégrale de la cinquième saison | 19                | 18 janvier 2022     | NC              | 4                 | Warner Archive Collection                                   |
| L'intégrale de la sixième saison   | 22                | 29 novembre 2022    | NC              | 4                 | Warner Archive Collection                                   |

## Distinctions
Sauf indication contraire, les informations mentionnées dans cette section peuvent être confirmées par la base de données cinématographiques IMDb,  présente dans la section « Liens externes ».